# Ielizaveta Zaroubina
Pour les articles homonymes, voir Zaroubine.
Ielizaveta « Zoïa » Ioulievna Zaroubina (russe : Елизавета Юлиевна Зарубина), née le 1er janvier 1900 et morte le 14 mai 1987 sous le nom d'Ester Rosenzweig (russe : Эстер Иоэльевна Розенцвейг, est une espionne soviétique podpolkovnik du KGB. Elle est connue sous le nom d' Elizabeth Zubilin lors de son service aux États-Unis et également connue sous le nom d'Ielizaveta Gorskaïa. 

## Biographie
Elle est née à Rjaventsy, dans le raion de Zastavna en Ukraine (ancienne Bessarabie impériale) dans une famille juive la famille Rosenzweig. Elle étudie l'histoire et la philologie dans des universités roumaines, françaises et autrichiennes et elle parle couramment anglais, français, allemand, roumain, russe et yiddish. Elle a été l’un des agents de recrutement les plus prospères des services secrets soviétiques en établissant son propre réseau illégal de migrants juifs de Pologne et en recrutant un des secrétaires de Leó Szilárd, qui a fourni de nombreuses données techniques. Elle est la femme de Vassili Zaroubine, résident du renseignement soviétique. 
Zaroubina participe au mouvement révolutionnaire en Bessarabie après la Première Guerre mondiale. En 1919, elle devient membre du Komsomol de Bessarabie. Elle intègre le système de renseignement soviétique en 1924. 
En 1923, elle rejoint les rangs du parti communiste autrichien. De 1924 à 1925, elle travaille à l'ambassade et à la délégation commerciale de l'URSS. De 1925 à 1928, elle travaille à la résidence des services de renseignement de Vienne. 
En 1929, Élisabeth Zaroubina et Iakov Bloumkine sont déclarés illégaux en Turquie, où il vendait des manuscrits hassidiques de la bibliothèque centrale de Moscou pour soutenir des opérations illégales en Turquie et au Moyen-Orient. L'officier des renseignements soviétique Pavel Soudoplatov, qui organise plus tard l'assassinat de Léon Trotski, affirme dans son autobiographie que Bloumkine a donné une partie du produit de la vente à Trotski, alors exilé en Turquie. Selon son récit, Zaroubina aurait dénoncé Bloumkine pour cette raison et ce serait la raison principale pour laquelle il aurait été rappelé à Moscou et exécuté. Peu de temps après en 1929, elle épouse Vassili Zaroubine. Ils ont voyagé et espionné ensemble pendant de nombreuses années. Ils ont eu recours à la couverture d'un couple d'affaires tchécoslovaque et américain pour travailler au Danemark, en Allemagne, en France et aux États-Unis. 
En août 1942, Paul Massing notifie au NKVD que son ami Franz Neumann avait récemment rejoint le Bureau des services stratégiques. Massing a rapporté à Moscou que Neumann lui avait dit qu'il avait réalisé une étude de l'économie soviétique pour le département russe de l'OSS. En avril 1943, Élisabeth Zaroubina a rencontré Neumann : « [Zaroubina] a rencontré pour la première fois [Neumann] qui a promis de nous transmettre toutes les données qui lui parviennent. Selon [Neumann], il reçoit beaucoup de rapports des ambassadeurs américains (...) et a accès à des documents concernant l’Allemagne ». 
Selon Jerrold L. Schecter et Leona Schecter, Zaroubina était « l'un des opérateurs les plus prospères dans le vol des secrets de la bombe atomique aux États-Unis »,. Avec Grigori Kheïfetz (vice-consul soviétique à San Francisco de 1941 à 1944), elle aurait formé un groupe de jeunes physiciens communistes autour de Robert Oppenheimer à Los Alamos pour transmettre leurs plans d'armes nucléaires à Moscou. Cette partie de la vie d'espionne de Zaroubina est racontée dans la vidéo de 2015 intitulée Les Secrets de la guerre froide: voler la bombe atomique, réalisée par Gérard Puechmorel.